# Alexandr Lébedev (remero)
Alexandr Lébedev (en ruso: Александр Лебедев, 10 de octubre de 1984) es un deportista ruso que compitió en remo. Ganó una medalla de plata en el Campeonato Europeo de Remo de 2008, en la prueba de ocho con timonel.

## Palmarés internacional
| Campeonato Europeo | Campeonato Europeo | Campeonato Europeo | Campeonato Europeo |
| Año                | Lugar              | Medalla            | Prueba             |
| ------------------ | ------------------ | ------------------ | ------------------ |
| 2008               | Maratón (Grecia)   | Medalla de plata   | Ocho con timonel   |